# Hold On (canción de Kansas)
«Hold On» (en español: «Espera») es una canción de la banda estadounidense de rock progresivo Kansas y fue escrita por el guitarrista y teclista Kerry Livgren.  Se encuentra originalmente en el álbum Audio-Visions, lanzado por la disquera Kirshner Records en 1980.  Fue publicado como el primer sencillo de este disco por la misma discográfica en el mismo año.
A diferencia de lo que la mayoría de los seguidores de la banda creían, «Hold On» trata de la relación espiritual entre Dios y el hombre, y no de una historia de amor de un hombre y una mujer.  Esto se debió a que Livgren se había convertido al cristianismo y su nueva ideología afectó a la composición musical de Kerry. Esto no agradó mucho al vocalista y teclista de la banda Steve Walsh, quien por este motivo dejó la agrupación tiempo después.
Este sencillo contiene en el lado B del mismo la canción «Don't Close Your Eyes» (en español: «No cierres tus ojos»). Días después de su publicación, «Hold On» entró en el listado de los 100 sencillos más populares de la revista Billboard, alcanzando la posición 40.º.  Al igual que su antecesor, «Hold On» no consiguió entrar en los listas canadienses.

## Lista de canciones

### Lado A
| Side one |           |               |               |          |  |
| N.º      | Título    | Escritor(es)  | Voz principal | Duración |  |
| 1.       | «Hold On» | Kerry Livgren | Steve Walsh   | 3:45     |  |

### Lado B
| Side one |                         |                                                          |               |          |  |
| N.º      | Título                  | Escritor(es)                                             | Voz principal | Duración |  |
| 2.       | «Don't Close Your Eyes» | Walsh / Livgren / Rich Williams / Dave Hope / Phil Ehart | Steve Walsh   | 4:03     |  |

## Créditos
- Steve Walsh — voz principal y teclados
- Kerry Livgren — guitarra y teclados
- Robby Steinhardt — violín y coros
- Rich Williams — guitarra
- Dave Hope — bajo
- Phil Ehart — batería

## Listas
| Año  | País           | Lista             | Posición máxima |
| ---- | -------------- | ----------------- | --------------- |
| 1980 | Estados Unidos | Billboard Hot 100 | 40.º            |